# The Solitary Reaper
The Solitary Reaper is een gedicht van de Engelse romantische dichter William Wordsworth. Het werd geschreven in 1805 en voor het eerst gepubliceerd in Poems in Two Volumes in 1807. De ballade behoort tot zijn bekendste gedichten.
In het gedicht beschrijft Wordsworth hoe hij tijdens een wandeling in de Schotse Hooglanden een meisje gewaarwordt dat bezig is met de oogst en daarbij een melancholiek lied zingt dat een diepe indruk op hem maakt en dat hem, hoewel hij de tekst niet kan verstaan, nog lang bij zal blijven.

## Techniek
Het gedicht is opgebouwd uit vier stanza's van elk acht regels. Het rijmschema is ababccdd, met een variatie in het eerste en vierde couplet, waar het a-rijm niet wordt toegepast.
Het gebruikte metrum is dat van de jambische tetrameter.

## Inhoud
De dichter ontwaart een meisje dat in een diep dal in de Hooglanden eenzaam bezig is met het oogsten van het graan. Zij zingt daarbij een lied dat in het hele dal lijkt te weerklinken. Hij vraagt de wandelaar, of zichzelf, om stil te staan en ernaar te luisteren, of om behoedzaam door te lopen om haar niet te storen of onderbreken.
Behold her, single in the field,
Yon solitary Highland Lass!
Reaping and singing by herself;
Stop here, or gently pass!
Alone she cuts and binds the grain,
And sings a melancholy strain;
O listen! for the Vale profound
Is overflowing with the sound.
Vervolgens vergelijkt hij het gezang van het meisje, dat een diepe indruk op hem maakt, met dat van de koekoek of zelfs de nachtegaal. Het vormt een welkom geluid voor vermoeide reizigers, waar ook ter wereld.
No Nightingale did ever chaunt
More welcome notes to weary bands
Of travellers in some shady haunt,
Among Arabian sands:
A voice so thrilling ne'er was heard
In spring-time from the Cuckoo-bird,
Breaking the silence of the seas
Among the farthest Hebrides.
De dichter hoort wel de schoonheid van het lied en van de stem, maar hij verstaat de tekst zelf niet, wellicht vanwege de afstand of omdat zij zingt in een plaatselijk dialect. Hij vraagt zich af of het klaaglijk klinkende lied gaat over vergane zaken uit een ver verleden of juist over alledaagse zorgen rond pijn en verlies.
Will no one tell me what she sings?--
Perhaps the plaintive numbers flow
For old, unhappy, far-off things,
And battles long ago:
Or is it some more humble lay,
Familiar matter of to-day?
Some natural sorrow, loss, or pain,
That has been, and may be again?
Maar wat zij dan ook zong tijdens haar werkzaamheden vervulde hem met stille bewondering en de herinnering aan de ervaring draagt hij met zich mee, ook lang nadat het lied is verstorven. Een dergelijke blijvende herinnering aan een op zich simpele gebeurtenis in de vrije natuur beschrijft Wordsworth in zijn gedicht I Wandered Lonely as a Cloud.
Whate'er the theme, the maiden sang
As if her song could have no ending;
I saw her singing at her work,
And o'er the sickle bending;
I listened, motionless and still;
And, as I mounted up  the hill,
The music in my heart I bore,
Long after it was heard no more.

## Trivia
Het gedicht wordt genoemd in het veertiende hoofdstuk van de roman Afterlives (2020) van Abdulrazak Gurnah.